# Ścianka
Ścianka là ban nhạc rock Ba Lan do nghệ sĩ guitar Maciej Cieślak thành lập vào năm 1994 tại Sopot. Năm 1998, Ścianka ký hợp đồng với hãng đĩa độc lập Biodro Records và thu âm album đầu tay mang tên Statek kosmiczny Ścianka (Ścianka the Spaceship). Sau khi phát hành album, ban nhạc đã nhận được sự tán thưởng của giới phê bình và khán giả.

## Các thành viên
Nguồn:
- Maciej Cieślak (guitar, hát chính)
- Arkadiusz Kowalczyk (dàn trống)
- Wojciech Michałowski (1994 đến 1997, guitar bass)
- Jacek Lachowicz (1996 đến 2005, synthesizer)
- Trần Chi (1997 đến 1998, guitar bass)
- Andrzej Koczan (1998 đến 2005, guitar bass)
- Michał Biela (năm 2005 đến nay, guitar bass, globoardspiel, tambourine)

## Các tác phẩm
- 1995-1997 Robaki (băng phiên  bản demo)
- 1998 Statek kosmiczny Ścianka Biodro Records BRCD 002
- 1999 …only your bus doesn't stop here EP Sissy Records
- 2001 Dni wiatru Sissy Records
- 2001 Sława EP Sissy Records
- 2002 Białe wakacje EP Sissy Records/BMG SI029CDS/74321954622
- 2002 Białe wakacje Sissy Records/BMG SI030/74321954612
- 2003 Harfa traw EP Sissy Records/BMG SI037 CDS/82876520362
- 2006 Boję się zasnąć, boję się wrócić do domu EP Ampersand/Isound
- 2006 Pan Planeta Ampersand/Isound
- 2007 Secret Sister EP My Shit In Your Coffee